# Atentados de Bagdad del 3 de julio de 2016
El domingo 3 de julio de 2016, dos ataques con bombas se llevaron a cabo en la ciudad de Bagdad, capital de Irak, produciendo una muerte masiva de civiles. Unos minutos después de la medianoche en hora local (03:00 GMT), un coche bomba en el distrito de Karrada en Bagdad estalló dejando como resultado la muerte de más de doscientas personas e hiriendo a varios cientos más. La zona —principalmente chií— tenía una gran aglomeración de personas a altas horas de la noche que se encontraban haciendo compras debido a la celebración del Ramadán. Una segunda bomba estalló al paso de la zona residencial de Sha'ab, matando al menos a cinco personas más.
El Estado Islámico emitió un comunicado afirmando la responsabilidad del ataque, mencionando a Abu Maha al-Iraqi como uno de los suicidas del atentado en Karrada. Según la BBC, hubo informes de que el origen de la explosión fue una furgoneta refrigerada llena de explosivos. La explosión causó un gran incendio en la calle principal. Varios edificios, incluyendo el concurrido al-Hadi Centre, resultaron gravemente dañados.

## Ataque y reacción
La bomba estalló en una zona comercial del distrito bagdadí de Karrada, donde muchas personas estaban en la calle a altas horas de la noche con el fin de realizar compras y para romper su ayuno de Ramadán con iftar en los cafés locales. Para efectuar el ataque suicida, la bomba fue ocultada dentro de un camión frigorífico que estalló delante de la heladería Yabar Abu al Sharbat, la más antigua y popular de la capital iraquí y que en ese momento se encontraba llena de niños y jóvenes. Este fue el primer gran atentado sobre Bagdad tras la recaptura de la ciudad de Faluya en junio de 2016 por parte del gobierno iraquí, la cual se encontraba bajo control del Estado Islámico.
Una segunda explosión ocurrió en una carretera en el barrio mayoritariamente chií de Sha'ab, en el norte de Bagdad, alrededor de la medianoche, matando al menos a cinco personas.
A raíz del ataque, el Comando de Operaciones de Bagdad afirmó que había detenido a varios miembros de una célula militante que estaban vinculados al atentado.

## Damnificados
La policía iraquí reveló en sus primeras informaciones que al menos 125 personas habían muerto y más de 150 heridas debido a los atentados. Los informes de la escena indicaron que muchos de los muertos eran niños. Después de los informes iniciales, el número de muertos continuaba aumentando a medida que más cadáveres eran recuperados de los escombros y varias víctimas heridas murieron debido a la gravedad de sus lesiones. Hasta el momento, este ataque terrorista ha sido el más mortífero en Irak no solo del 2016 sino en más de una década.
Abdel Ghani Saadon, el director general de la Dirección de Salud de Rusafa, emitió un comunicado señalando que los "hospitales de al-Kandi, al-Sadr y Sheikh Zayed recibieron 138 heridos y 70 cadáveres del atentado de al-Karrada". También manifestó que cincuenta cuerpos fueron severamente quemados, tanto que no pudieron ser reconocidos, y que muestras de ellos habían sido enviadas para pruebas de ADN con el objetivo de determinar su identidad.
Finalmente unas 250 personas murieron en los atentados.

## Responsabilidad
El grupo terrorista Estado Islámico emitió un comunicado afirmando ser responsable del ataque y que había atacado deliberadamente a los musulmanes chiíes, e identificó a uno de los atacantes suicidas como Abu Maha al-Iraqi. La participación de este grupo en el ataque aún tiene que ser verificada independientemente por las autoridades.
Jasim al-Bahadli, un oficial retirado del ejército y analista de seguridad en Bagdad, dijo que el ataque fue un intento del EI para "compensar su humillante derrota en Faluya". Fue el tercer asesinato en masa de civiles por parte de militantes afiliados al EI en esos días, después de que el 1 de julio se produjeran ataques en la ciudad de Daca, Bangladés (Atentado de Daca de 2016), y el 28 de junio en Estambul, Turquía (Atentado del Aeropuerto Internacional Atatürk de 2016).

## Reacciones
El primer ministro iraquí, Haider al-Abadi, visitó la escena del ataque al día siguiente, y fue recibido por una multitud enardecida al grito de "ladrón" y "perro". Los ciudadanos estaban molestos porque percibían como falsas promesas las declaraciones por parte del gobierno en materia de refuerzo de seguridad. Los reporteros de The New York Times informaron de un dueño de una tienda local, que dijo: «Gracias a Dios que logré golpear con piedras a Abadi para tomar venganza por los niños".
La principal organización religiosa suní, Hayat Al-Ulama Al-Muslimin (en español: «Asociación de Académicos Musulmanes»), calificó la explosión como un "sangriento crimen, independientemente de quién la llevó a cabo o de cuáles eran sus motivaciones".